# Funcție analitică

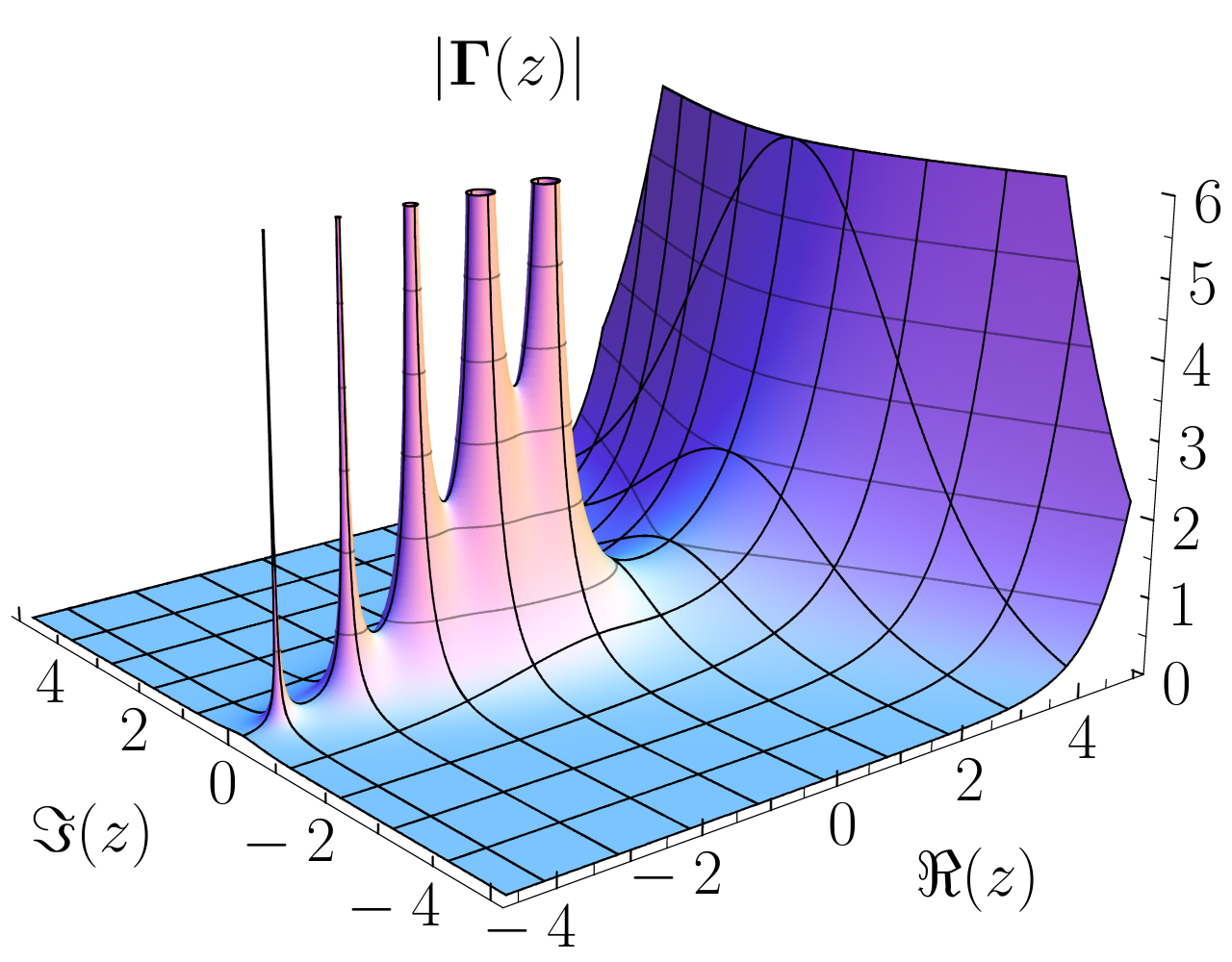
Gamma abs 3D

În matematică, o funcție analitică este o funcție care este local dată de o serie de puteri convergentă. Există atât funcții analitice reale, cât și funcții analitice complexe, categorii care sunt similare în unele moduri, dar diferite în altele. Funcțiile fiecărui tip sunt indefinit diferențiabile, dar funcțiile analitice complexe prezintă proprietăți care nu țin în general de funcții analitice reale. O funcție este analitică dacă și numai dacă, pentru orice x0 din domeniul ei de definiție, seria ei Taylor în x0 tinde la valoarea funcției pe o vecinătate a lui x0.
Noțiunea de funcție analitică este o noțiune aproape echivalentă cu cea de derivabilitate indefinită, aplicabilă însă funcțiilor complexe; astfel, proprietatea de analiticitate este folosită în analiza complexă în locul celei de derivabilitate indefinită. Definiția funcțiilor analitice se bazează însă pe seriile Taylor, spre deosebire de cea a derivatei, bazată pe limite; ceea ce face ca, pentru funcțiile reale, cele două noțiuni să nu se suprapună chiar perfect: există câteva cazuri de funcții reale indefinit derivabile care nu sunt analitice.